# Vitreolina levantina
Vitreolina levantina is een slakkensoort uit de familie van de Eulimidae. De wetenschappelijke naam van de soort is voor het eerst geldig gepubliceerd in 1994 door Oliverio, Buzzurro & Villa.